# Жозе Бозінгва
Жозе Бозінгва (порт. José Bosingwa, нар. 24 серпня 1982, Мбандака) — португальський футболіст конголезького походження, захисник турецького «Трабзонспора».
Значну частину кар'єри провів у «Порту» та «Челсі», вигравши з кожним низку національних трофеїв, а також по Лізі чемпіонів.

## Клубна кар'єра
Народився 24 серпня 1982 року в місті Мбандака. Жозе почав тренуватися в академії клубу «Форност де Алгодрес». Провівши там один сезон, його помітили скаути клубу «Боавішта», в школі якої Жозе грав з 1996 по 2000 рік.
Не пробившись до основної команди, Бозінгва був відправлений в оренду в нижчоліговий клуб «Фреамунде» де 2000 року і дебютував у дорослому футболі. По завершенні сезону Бозінгва повернувся назад, маючи ігрову практику, і поступово став основним гравцем «Боавішти».
2003 року перейшов до «Порту» за 2 млн євро. Там він одразу закріпився в основі клубу. За 5 років в клубі провів 111 матчів, забивши 3 м'ячі. За цей час додав до переліку своїх трофеїв чотири титули чемпіона Португалії, став переможцем Ліги чемпіонів УЄФА та володарем Міжконтинентального кубка.

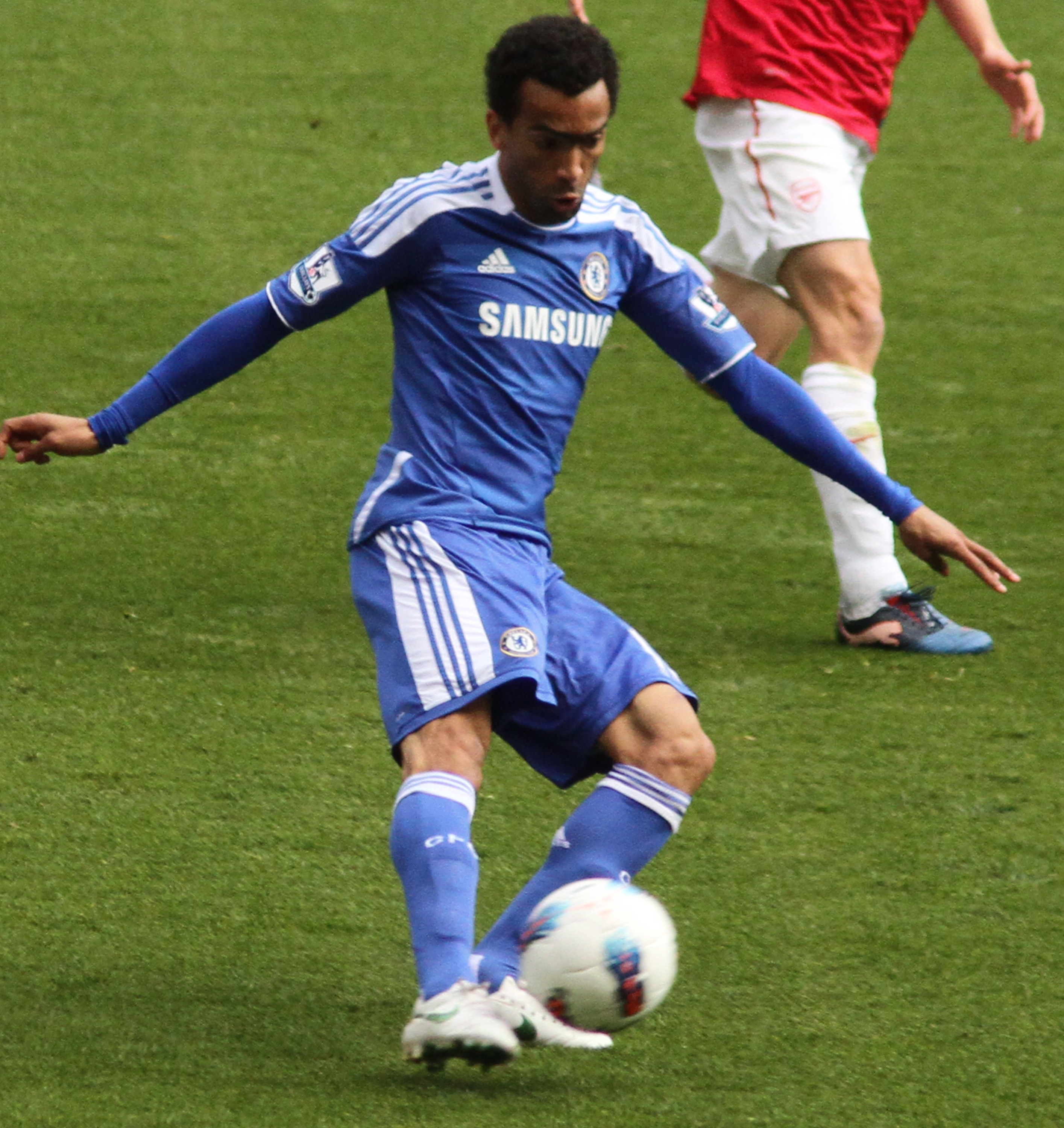
Жозе Бозінгва під час виступів за «Челсі». 21 квітня 2012 року

Влітку 2008 року Жозе перейшов до англійського «Челсі», тренером якого був призначений Луїс Феліпе Сколарі, підписавши контракт на три роки. За його трансфер клуб виплатив 20,6 млн. євро (16,3 млн. фунтів). Першу половину сезону Бозінгва зіграв відмінно, забивши 2 м'ячі. Але в другій половині, команду чекав спад.
У сезоні 2009/10 в матчі проти «Астон Вілли» отримав важку травму та вибув з ладу на рік. Повернувся на поле в матчі з «Вулвергемптон Вондерерз» та одразу ж показав свій найкращий футбол.
В сезоні 2010/11, в зимове трансферне вікно, Жозе попросив керівництво клубу виставити його на трансфер. На нього претендував «Мілан», але «Челсі» не погодився відпустити гравця за таку низьку ціну (3 млн євро).
Влітку 2011 року його контракт був продовжений за опції на рік. При новому тренері, співвітчизнику Андре Віллаш-Боаші, Жозе знову став регулярно з'являтися на полі, після чого виявив своє бажання продовжити контракт з клубом. Проте в березні 2012 року Віллаш-Боаш був звільнений і 24 травня на офіційному сайті «Челсі» було оголошено, що після закінчення контракту (30 червня) Бозінгва покине клуб на правах вільного агента. З 2008 року Жозе провів за «Челсі» більше 100 матчів, в яких забив 3 м'ячі. За цей час додав до переліку своїх трофеїв три титули володаря Кубка Англії, ставав володарем Суперкубка Англії з футболу та чемпіоном Англії, а також вдруге в своїй кар'єрі став переможцем Ліги чемпіонів УЄФА.
17 серпня 2012 року Бозінгва на правах вільного агента підписав трирічний контракт з «Квінз Парк Рейнджерс», проте в новій команді у португальця справи не пішли. У грудні 2012 року Бозінгва був оштрафований зарплати два тижні, за відмову сидіти на лавці у грі проти «Фулхема». А в квітні, після того як КПР остаточно оформив виліт з Перм'єр-ліги після нічиєї 0:0 з Редінгом, Бозінгва з посмішкою залишав поле, що було помічено телекамерами і викликало невдоволення товариша по команді Джої Бартона і вболівальників. Через три місяці він покинув клуб за обопільною згодою.
29 липня 2013 року Бозінгва на правах вільного агента підписав трирічний контракт з турецьким «Трабзонспором». Наразі встиг відіграти за трабзонський клуб 27 матчів в національному чемпіонаті.

## Виступи за збірну
У травні 2004 року в складі молодіжної (до 21 року) збірної Португалії захисник став бронзовим призером чемпіонату Європи в цій віковій категорії. А трохи пізніше — в серпні — він поїхав на Олімпійський турнір в Афіни в складі олімпійської збірної Португалії та забив гол в стартовому матчі проти збірної Іраку. В цілому, португальці на тому турнірі виступили невдало, не зумівши вийти з групи.
Хоча Жозе виступав за португальську «молодіжку», він мав право представляти збірну Демократичної Республіку Конго, через що був запрошений африканською командою на матчі відбору до чемпіонату світу 2006 року, проте відмовився.
2007 року Бозінгва дебютував за національну збірну Португалії і провів у відбірковому циклі чемпіонату Європи 2008 року 5 матчів, який португальці впевнено подолали.
У складі збірної був учасником чемпіонату Європи 2008 року в Австрії та Швейцарії.
2011 року Бозінгва відмовився виступати за збірну своєї країни, поки її тренує Паулу Бенту. Федерація футболу Португалії розкритикувало гравця за його рішення.
Всього Жозе провів у формі головної команди країни 24 матчі.

## Титули та досягнення
«Порту»

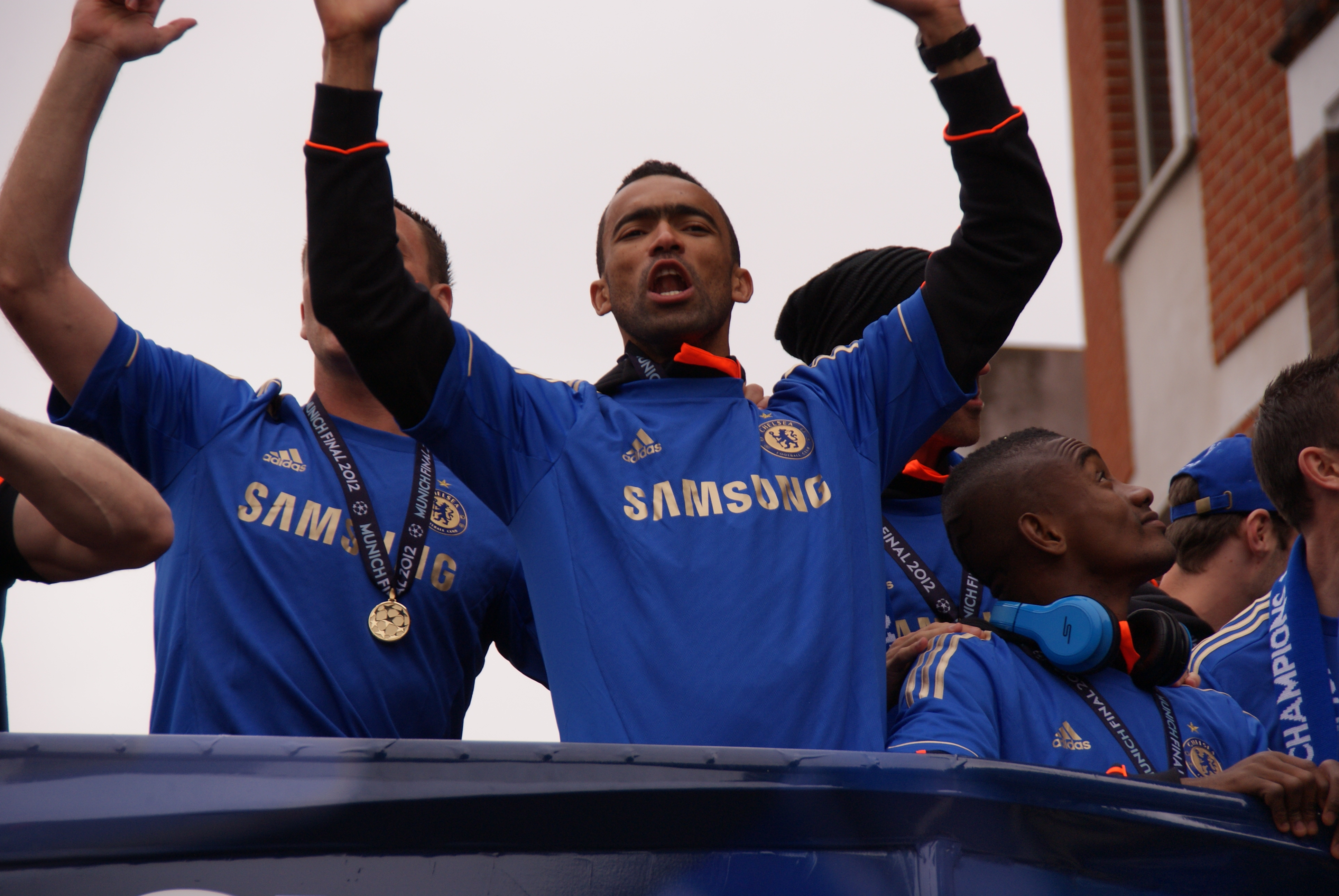
Жозе Бозінгва разом з партнерами святкує перемогу у Лізі чемпіонів УЄФА. 20 травня 2012 року

- Чемпіон Португалії: 2003-04, 2005-06, 2006-07, 2007-08
- Володар Кубка Португалії: 2005-06
- Переможець Ліги чемпіонів УЄФА: 2003-04
- Володар Суперкубка Португалії: 2003, 2004, 2006
- Володар Міжконтинентального кубка: 2004

«Челсі»
- Чемпіон Англії: 2009-10
- Володар Кубка Англії: 2008-09, 2009-10, 2011-12
- Володар Суперкубка Англії з футболу: 2009
- Переможець Ліги чемпіонів: 2011-12

## Громадська позиція
У травні 2018 підписав лист із вимогою звільнити ув'язненого у Росії українського режисера Олега Сенцова.